# 意地悪ばあさんのテーマ
『意地悪ばあさんのテーマ』（いじわるばあさんのテーマ）は、スラップスティックの2枚目のシングル。作詞・作曲は森雪之丞。1981年10月にキャニオンレコード（現在のポニーキャニオン）から発売された。

## 解説
長谷川町子の4コマ漫画『いじわるばあさん』を原作とするフジテレビ系テレビドラマ『意地悪ばあさん』の主題歌。同作品は『いじわるばあさん』のドラマ化としては3回目で、初のドラマ化であった読売テレビ製作の1967年版において主演を務めた青島幸男が再度起用された。レコードのジャケットは青島演じる意地悪ばあさんこと波多野たつの不機嫌な表情をアップにした写真が使われている。B面曲は挿入歌「御一緒ソング」。
ボーカルは古谷徹が務めているが、1番の「好きなんだ」と2番の「たまらない」の部分には青島が参加している。
スラップスティックの代表曲とされており、1984年発売のベストアルバム『BEST OF SLAPSTICK』ではB面の2曲目（『スラップスティック CD-BOX』のDisc10ではトラック10）に収録された。
後述のようにドラマやアニメのリメイクでもカバーやアレンジが使用されており、長谷川町子原作の映像作品主題歌としてはアニメ『サザエさん』のオープニングテーマ（タイトルチューン）と並んで知名度が高い楽曲に挙げられる。
アイキャッチの部分ではサビの終わりの部分がジングルとして使われている。

## 収録曲
1. 意地悪ばあさんのテーマ [2:55]
作詞・作曲：森雪之丞、編曲：飛澤宏元
フジテレビ系ドラマ『意地悪ばあさん』主題歌
2. 御一緒ソング [2:29]
作詞・作曲：森雪之丞、編曲：飛澤宏元
フジテレビ系ドラマ『意地悪ばあさん』挿入歌

## カバー
1996年から1997年にフジテレビで放送されたテレビアニメ（第2作）『いじわるばあさん』では王様が歌うカバーがオープニングに使用されていた。このカバーは表題が原曲と異なりタイトルチューン「いじわるばあさん」とされており、歌詞も（原曲「他のみんなは」→カバー「王様なんて」、原曲「ローラースケート」→カバー「ローラーブレード」など）若干の変更が加えられている。音源はファンハウス（BMG JAPANを経て現在のアリオラジャパン）が発売したエンディングテーマ『裸の王様グルグル』のシングルCDにカップリングとして、また『いじわるばあさん オリジナル・サウンド・トラック』に原曲とテレビサイズおよびアレンジ（ロック・バージョン）が収録された。
1999年10月12日にフジテレビ『火・曜・特・番!!』枠で放送され、青島幸男主演の最終作となった『意地悪ばあさんリターンズ 伝説のばあさんVS湾岸署スリーアミーゴス意地悪バトル』ではUP AND UNDERによるカバーが主題歌に使用された。タイトルは原曲と同じ「意地悪ばあさんのテーマ」とされている。
2009年から『金曜プレステージ』枠のスペシャルドラマとして3作が放送された市原悦子主演の『いじわるばあさん』では、杉並児童合唱団による行進曲風のアレンジが使用された。